# Betty Lynn
Pour les articles homonymes, voir Lynn.
Elizabeth Ann Theresa Lynn, dite Betty Lynn, est une actrice américaine née le 29 août 1926 à Kansas City (Missouri) et morte le 16 octobre 2021 à Mount Airy (Caroline du Nord).

## Biographie

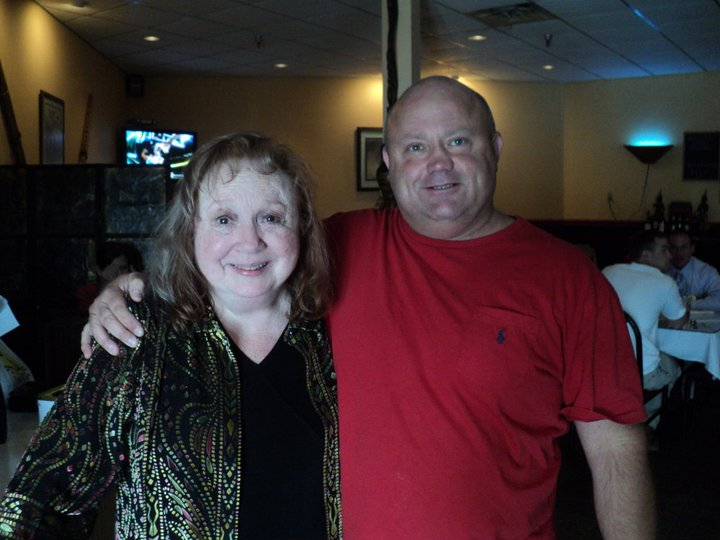
Betty Lynn en 2011.

## Filmographie partielle
- 1948 : Bonne à tout faire de Walter Lang : Ginger
- 1948 : L'Amour sous les toits de George Seaton
- 1948 : La Mariée du dimanche de Bretaigne Windust : Barbara 'Boo' Brinker
- 1949 : Father Was a Fullback de John M. Stahl : Connie Cooper
- 1949 : Maman est étudiante de Lloyd Bacon : Susan Abbott
- 1950 : Treize à la douzaine de Walter Lang : Deborah Lancaster
- 1951 : L'Ambitieuse de Curtis Bernhardt : Martha Ramsey
- 1951 : Le Temps des cerises (Take Care of My Little Girl) de Jean Negulesco : Marge Colby
- 1952 : La Première Sirène de Mervyn LeRoy (non créditée)
- 1954 : Ricochet Romance de Charles Lamont (non créditée)
- 1955 : L'Aventure fantastique de Roy Rowland : Cissie Crawford (non créditée)
- 1956 : Derrière les grands murs d'Abner Biberman : Anne MacGregor
- 1956 : Viva Las Vegas de Roy Rowland : Jeune mariée
- 1957 : Une arme pour un lâche d'Abner Biberman : Claire
- 1959 : Le Bourreau du Nevada de Michael Curtiz : Molly - Serveuse
- 1959 : The Louisiana Hussy de Lee Sholem : Lili Guillot
- 1967 : The Singles de Sande N. Johnsen